# Зеленец, Николай Анатольевич
Никола́й Анато́льевич Зелене́ц (укр. Микола Анатолійович Зеленець; 14 февраля 1975 года, г. Красный Луч, Луганская область, Украинская ССР, СССР — 20 августа (?) 2014 года, Луганск, Украина) — украинский предприниматель и общественный деятель, шеф-редактор районной газеты «Жовтневка». Почётный консул Литвы в Луганске. Похищен и убит в августе 2014 в ходе войны в Донбассе.

## Биография
Родился 14 февраля 1975 года в г. Красный Луч, Луганская область, Украина.
В 1993 году работал учеником электрослесаря.
В 1997 году окончил Новочеркасский государственный технический университет (НПИ) по специальности «горный инженер-электромеханик».
В 2000—2012 годах — директор по производству ЗАО «Спецавтоматика».
В 2004 году окончил Восточноукраинский национальный университет имени Владимира Даля по специальности «менеджер-экономист».
В 2009 году поступил в Институт государственного управления на специалисть «госпожтехнадзора».
В 2012—2014 годах — директор и владелец завода «Набат» по производству пожарной техники.
С 2012 года — помощник депутата Верховной Рады Украины от Луганска Сергея Горохова (на общественных началах).
С 2014 года — почётный консул Литвы в Луганске.
Был женат, отец четверых детей.

## Гибель
В конце августа 2014 года в ходе войны в Донбассе был похищен и через двенадцать дней найден убитым. Убийство вызвало резкую реакцию мирового сообщества.

## Международная реакция
Президент Грузии Георгий Маргвелашвили заявил, что его потряс «ужасный факт похищения и жестокого убийства незаконными вооружёнными формированиями почётного консула Литвы».
Пресс-секретарь Кэтрин Эштон (Верховного представителя ЕС по вопросам внешней политики и политики безопасности) назвал убийство террористическим актом и возложил ответственность на незаконные вооружённые формирования в Луганске (англ. illegal armed groups in Luhansk).
Президент Литвы Даля Грибаускайте выразила своё потрясение трагической гибелью «литовского друга Николая Зеленца, который был искренним сторонником близких отношений Литвы и Украины», и выразила «соболезнование семье и близким погибшего».
Министр иностранных дел Литовской Республики Линас Линкявичюс написал в своём микроблоге в Твиттере, что, как считают в министерстве иностранных дел Литвы, к убийству могут быть причастны повстанцы В то же время посол Литвы на Украине Пятрас Вайтекунас не смог подтвердить, что убийство Зеленца связано с его деятельностью как почётного консула.